# Stéphane Chambon
Stéphane Chambon, född den 10 augusti 1965 i Carpentras, är en f.d. fransk roadracingförare.

## Roadracingkarriär
Chambon började köra i Supersport-VM när det grundades 1997. Hans VM-debut hade skett året innan i Superbike, utan några framgångar. Chambon lyckades vinna åtta segrar i Supersport-VM, och höjdpunkten var titeln 1999. Han tävlade även en hel säsong i Superbike 2001 för Alstare Suzuki, och slutade då tolva i VM.